# Рубина, Татьяна Ефимовна
Татьяна Ефимовна Рубина (родилась в Москве, РСФСР) — российская пианистка), Народная артистка России (2004), лауреат международных конкурсов.

## Биография
Первым учителем Татьяны Рубиной была мама — выпускница Московской консерватории. В возрасте семи лет Татьяна поступила в Центральную музыкальную школу при Московской консерватории в класс И. Р. Клячко. Уже в первом классе школы она дебютирует в Малом зале консерватории с концертом для фортепиано с оркестром ре мажор Й. Гайдна.
По окончании школы она поступает в Московскую государственную консерваторию в класс профессора Льва Николаевича Оборина. Ее концертная деятельность началась еще в годы учебы в консерватории, когда за исполнение Четвертого концерта Л. ван Бетховена она получила первую премию и возможность исполнить этот концерт с оркестром в Большом зале консерватории. В этот же период состоялась ее встреча с Арамом Ильичом Хачатуряном, за которой последовали многочисленные выступления в его авторских концертах. С этого началось ее плодотворное сотрудничество со многими современными композиторами. С тех пор она является постоянным исполнителем современной музыки на ежегодных международных фестивалях «Московская осень» и «Панорама музыки».
За плечами Татьяны Рубиной многочисленные выступления с сольными концертами в залах Москвы и многих других городов России в качестве солистки Московской Государственной и Московской областной филармоний, а также многочисленные сольные концерты во многих странах мира, в том числе в Германии, Франции, Австрии, Югославии, Израиле, Кипре. В репертуаре пианистки множество сольных программ из произведений Моцарта, Бетховена, Шуберта, Шопена, Шумана, Листа, Чайковского, Рахманинова, Скрябина.
Татьяна Рубина — тонкий ансамблист и концертмейстер. Много лет она выступала с солистами Большого театра: А. Эйзеном, А. Ломоносовым и другими. Начиная с IV-го Международного конкурса им. П.И. Чайковского (1974) Т. Рубина была постоянным концертмейстером конкурсов виолончелистов, выступая с иностранными участниками, и была удостоена диплома VI-го Международного конкурса им. П.И. Чайковского.
Свою концертную деятельность Татьяна Рубина успешно сочетает с преподавательской работой в Московской консерватории. Ее студенты — Гашимов Орхан, Сперанская Елизавета и Янь Мяо — стали лауреатами международных пианистических конкурсов в Москве, Нижнем Новгороде и Казани. Татьяна Рубина является членом жюри ежегодного детского фестиваля в ДМШ им.Оборина, дает мастер-классы в Иерусалимской консерватории. Т. Рубина имеет фондовые записи на радио. Радиостанция «Орфей» посвятила пианистке цикл передач. Ею записано 6 компакт-дисков.
За свою концертную деятельность Татьяна Рубина в 2004 году была удостоена звания Народной артистки России. 
Сейчас Татьяна рубина, замужем за Ильей Марковичем и имеет дочь.

## Признание и награды
- Заслуженная артистка России (1993)[5];
- Народная артистка России (2004);
- дипломант VI Международного конкурса им. П.И. Чайковского.